# التعليم متعدد التخصصات
يعد التعليم متعدد التخصصات طريقة أو مجموعة من الطرق المستخدمة للتدريس عبر تخصصات المناهج الدراسية أو «الجمع بين التخصصات المنفصلة حول الموضوعات أو القضايا أو المشكلات المشتركة», وغالبًا ما يرتبط ذلك التعليم بالعديد من الأساليب التعليمية الأخرى أو أحد مكوناتها؛ فعلى سبيل المثال، في مراجعة للأدبيات حول هذا الموضوع نُشرت في عام 1994 حددت كاثي ليك سبعة عناصر مشتركة في نماذج المناهج المتكاملة وهي: مجموعة من الموضوعات والتركيز على المشاريع واستخدام مجموعة متنوعة واسعة من مصدر المادة وليس فقط الكتب المدرسية  وإبراز العلاقات بين المفاهيم  ووحدات موضوعية وجداول مرنة  وتجميع الطلبة المرن.

## أنواع
هناك عدة أنواع أو مستويات مختلفة للتعليم متعدد التخصصات، فمن ناحية قد تستخدم المدارس نهج فريق متعدد التخصصات؛ حيث يتم تعيين مدرسين من مجالات محتوى مختلفة لمجموعة واحدة من الطلبة الذين يتم تشجيعهم على ربط بعض طرق التعليم الخاصة بهم (فارس، 1998), والطريقة الأكثر شيوعًا لتنفيذ التعليمات المتكاملة متعددة التخصصات هي الوحدة الموضوعية؛ حيث يتم دراسة موضوع مشترك في أكثر من مجال محتوى واحد (بارتُن وسميث، 2000).
ويعتبرالمثال المذكور أعلاه حول الأنهار تصميمًا متعدد التخصصات أو متوازيًا والذي يتم تعريفه على أنه دروس أو وحدات تم تطويرها عبر العديد من التخصصات مع موضوع تنظيم مشترك (جاكسون  و دافيس، 2000).
يعد جيمس بين واحدًا من أبرز الباحثين في تقنيات التدريس متعدد التخصصات، والذي يدعو إلى تكامل المناهج الدراسية ، وهو منهج تم تصميمه بشكل تعاوني حول قضايا مهمة. يحتوي على أربعة مكونات رئيسية: تكامل الخبرات، والتكامل الاجتماعي، وتكامل المعرفة، والتكامل كتصميم المناهج الدراسية. وهو يختلف عن الأنواع الأخرى من التدريس متعدد التخصصات من حيث أنه يبدأ بموضوع مركزي ينبثق من الأسئلة أو الاهتمامات الاجتماعية لدى الطلاب، بغض النظر عن تحديدات المواد (بين، 1997).
في عام 1989، تم نشر العمل الأساسي، المنهج متعدد التخصصات: التصميم والتنفيذ، من تحرير هايدي هايز جاكوبس بواسطة ASCD (الإسكندرية، فيرجينيا). في هذا العمل، قدمت سلسلة متصلة من الخيارات للتصميم تشمل العمل المنضبط المركز بالتوازي مع التكامل متعدد التخصصات إلى التكامل الكامل.

### أمثلة
- يمكن أن يكون السفر والإجازة بمثابة موضوع للتعليم متعدد التخصصات عبر المناهج الدراسية. في الدراسات الاجتماعية، قد يدرس الطالب جغرافية وجهات السفر الشهيرة، وتاريخ المواقع السياحية في المجتمع المحلي، وكيف تغير السفر بشكل كبير خلال الثورة الصناعية في القرن التاسع عشر. تحليل ترويج السفر والإعلان له صلة بتعليم محو الأمية الإعلامية . تم نشر الآلاف من حسابات السفر على مر القرون والتي يمكن قراءتها ومناقشتها في فصول اللغة الإنجليزية. تأثير السياحة على البيئة ذات الصلة بمناهج العلوم. في تعليم إدارة الأعمال، يمكن للطلاب دراسة تأثير السياحة على الاقتصاد المحلي أو الإقليمي أو العالمي.[3]

. وتعتبر وحدة متعددة التخصصات على الأنهار مناسبة لفنون اللغة الابتدائية أو المتوسطة والعلوم والدراسات الاجتماعية، وسيكون نظام النهر المحلي هو الفكرة الموحدة لكن مدرس اللغة الإنجليزية سيربطها بفنون اللغة من خلال دراسة مفردات النهر وتعليم الطلاب كيفية عمل تقرير بحثي، وقد يعلم مدرس العلوم الأطفال عن أنظمة الحياة الموجودة في النهر، بينما قد يساعد مدرس الدراسات الاجتماعية الطلاب في البحث عن التاريخ المحلي والشعوب التي استخدمت النهر للطعام والنقل.
. وتتم دراسة الطعام في كل تخصص ويمكن أن يكون بمثابة موضوع للتعليم متعدد التخصصات، ويبحث علماء النفس وعلماء الاجتماع كيف يقرر الأفراد والثقافات ما يأكلونه وكيفية تحضيره وكيفية استهلاكه؛ حيث يستكشف علماء الأنثروبولوجيا معنى ورمزية الطعام في ثقافة ما أو كيف يرتبط الطعام بالطبقة الاجتماعية أو الجنس أو العرق، كما يدرس الاقتصاديون إنتاج وتوزيع وتسويق وبيع وتجارة وأسعار المواد الغذائية، ويختبر علماء السياسة السياسات الغذائية الحكومية مثل الضرائب والتنظيم ومناقشة دور الحكومة في إطعام مواطنيها، وأيضا يدرس العلماء في مجالات التغذية والطب والكيمياء والبيولوجيا والزراعة كل جانب من جوانب الغذاء، ابتداءً من النظام الغذائي والصحة والتغذية، وانتهاءاً بالتركيب الكيميائي والإنتاج والحفظ، ويستخدم مؤرخو الطعام مناهج متعددة التخصصات لدراسة الطعام ومكانه في الطبقة الاجتماعية والممارسة الدينية والهجرة والتحضر والتغير التكنولوجي ونمو صناعة الأغذية وحركات الثقافة المضادة وسياسة الحكومة.

## تنفيذ
تقدم هايدي هايز جاكوبس منهجًا من أربع مراحل لتخطيط تكامل المناهج. (1989، ASCD ، الإسكندرية، فيرجينيا) أولاً، تقترح أن تجري المدرسة بحثًا عمليًا لمعرفة المزيد حول كيفية تنفيذ تكامل المناهج الدراسية. يجب أن يتم ذلك قبل ستة أشهر إلى عام من الموعد الذي ستحاول فيه المدرسة دمج المناهج الدراسية. بعد ذلك، تدعو المرحلة الثانية إلى تطوير اقتراح. تتكون المرحلة الثالثة من تنفيذ ومراقبة الوحدة التجريبية؛ يجب أن يتم ذلك في السنة الثانية من خطة تكامل المناهج. تحدث المرحلة الرابعة في السنة الثالثة من الخطة، وتدعو إلى تبني الموظفين للبرنامج بناءً على نتائج المرحلة الثالثة (1991).
يعد اختيار موضوع لتركيز التعليم متعدد التخصصات خطوة أساسية في تنفيذ هذا النهج. يجب أن تكون الموضوعات ذات أهمية للطلاب وذات صلة بالمنهج الدراسي المطلوب. في بعض المواقف، قد يختار الطلاب الموضوع الموضوعي. يجب أن تكون الموضوعات أيضًا موضوعات تهم المعلم (المعلمين) لأن الإرشادات المواضيعية الناجحة تتطلب غالبًا بحثًا وإعدادًا إضافيًا. يمكن تعزيز الموضوعات متعددة التخصصات المتعلقة بالتخصصات الأكاديمية المتعددة في الدروس طوال اليوم الدراسي.
الأسئلة الأساسية مفيدة في التركيز على موضوع وحدات المناهج متعددة التخصصات. الأسئلة الأساسية هي أسئلة مفتوحة، وجذابة فكريا وتتطلب مستوى أعلى من التفكير. تساعد الأسئلة الأساسية المعلمين في اختيار الحقائق والمفاهيم الأكثر أهمية المتعلقة بالموضوع وتعمل على تركيز جهود التخطيط. بالنسبة للطلاب، تبرز الأسئلة الأساسية الحقائق والمفاهيم الأساسية المتعلقة بالموضوع متعدد التخصصات. كما أنها تعمل كمركز للتحليل والتقييم. لا يمكن الإجابة على الأسئلة الأساسية الجيدة بنعم / لا أو صواب / خطأ؛ يجب على الطلاب مناقشة القضايا المتعلقة بالموضوع والدفاع عنها ومناقشتها. يتطلب تصميم التعليمات متعددة التخصصات حول الأسئلة الأساسية من الطلاب تعلم كل من المحتوى وتطوير مهارات التحليل النقدي.

## فوائد
أقامت  منطقة تعليمية في ميشيغان خطط تكامل للوحدات المواضيعية، بناءً على أفكار هوارد جاردنر حول الذكاءات المتعددة، في برنامج تجريبي لمدة عام.  تضمنت نتائج البرنامج «الحماس المستمر» من الموظفين وأولياء الأمور والطلبة، وزيادة معدلات الحضور، وتحسين درجات الاختبارات الموحدة، «خاصة من الطلبة ذوي نتائج الاختبارات الأكثر فقرًا» (بولاك، بيالاش ودانفي، 2005).
حدد فلاورز وميرتنز ومولهال خمس نتائج ونتائج مهمة لتجاربهم مع التدريس والتخطيط متعدد التخصصات: وقت التخطيط المشترك أمر حيوي، والمدارس التي يتمتع بها الفريق مناخ عمل أكثر إيجابية، والاتصال الأبوي أكثر تواترًا، ويبلغ المعلمون عن رضا وظيفي أعلى، ودرجات تحصيل الطلاب في المدارس التي يتألف منها هذا الفريق أعلى من تلك التي لا تنتمي إلى فريق (1999).
بالإضافة إلى ذلك وجد باميرانتز وجالنتوأن التدريس متعدد التخصصات يسمح للطلبة «بالمضي قدمًا بوتيرة تتناسب مع اهتماماتهم ومهاراتهم وخبراتهم» (1972).
تساعد التعليمات المتكاملة المدرسين على الاستفادة بشكل أفضل من وقت التدريس والبحث بشكل أعمق في الموضوعات من خلال مجموعة متنوعة من العدسات الخاصة بالمحتوى.  فائدة أخرى للتعليم المتكامل هي أنه يمكن للمدرسين التمييز بشكل أفضل بين التعليمات واحتياجات الطلبة الفردية.  تسمح التعليمات المتكاملة أيضًا بالتقييم الموثوق (بارتن وسميث، 2000). تتمثل الفائدة النهائية للتدريس متعدد التخصصات في أن الطلاب لديهم فرصة للعمل مع مصادر متعددة للمعلومات، وبالتالي ضمان حصولهم على منظور أكثر شمولاً مما قد يحصلون عليه من استشارة كتاب مدرسي واحد (وود، 1997).

## النقد
يختلف العلماء -الذين يدعون إلى تكامل المناهج الدراسية- بأن الموضوعات المدروسة يجب أن تنشأ مع الطلاب ومعلميهم، وليس من سلسلة المناهج التي تفرضها المنطقة، وهذا يثير قضية مهمة تتعلق بالمساءلة (ستيفنسون، 1998). ونظرًا لأن المناطق التعليمية غالبًا ما يكون لديهاهيئات اتخاذ القرارات التي تتكون من أصحاب المصلحة مثل المعلمين وأولياء الأمور والطلاب، وقد يؤدي تكامل المناهج الدراسية إلى إبعاد هيئتهم لاتخاذ خيارات المناهج الدراسية. وبالإضافة إلى قضايا التحكم المحلي فقد تقوم المناهج المتكاملة في الواقع بإعداد الطلاب أو عدم إعدادهم للاختبارات عالية المخاطر التي أصبحت واقعاً لمعظم المدارس الثانوية حول العالم وذلك بالاعتماد على ما إذا كانت تغطي نفس المادة. وأخيراً هناك أيضًا قلق من أن التدريس المتكامل يقلل من قيمة المعرفة العميقة الخاصة بالموضوع  والتي تعد ضرورية للتخصص في مجالات مثل الطب والقانون والهندسة (غايتوود، 1998).  
ويمكن أيضاً أن تقلل الوحدات المواضيعية من تدريس محتوى متعمق للطلبة؛ فغالبًا ما يتم استخدام موضوع  مثل التفاح  لربط الموضوعات غير ذات الصلة مع القليل من مراعاة معرفة الطلبة أو اهتماماتهم السابقة، ويمكن أن تعطي هذه التغطية السطحية لموضوع ما الطلبة فكرة خاطئة عن المدرسة  وربما فقدان فكرة تكامل المنهج في المقام الأول (بارتن وسميث، 2000). ومن الممكن أن تحتوي الوحدات المواضيعية على أعمال لا فائدة منها وأنشطة لا طائل من ورائها تم إنشاؤها فقط لإنشاء رابط لموضوع ما؛ على سبيل المثال أبجدية عواصم الولايات في وحدة الدراسات الاجتماعية  في محاولة لدمجها مع فنون اللغة (بروفي وأليمان، 1991).
واقترحت الأبحاث أيضًا أن بعض الطلاب قد يكون لديهم قدرة أقل على التعامل مع مناهج متعددة التخصصات واسعة النطاق التي تغطي مجموعة متنوعة من الموضوعات من مجالات مختلفة.

### استشهاد عام
- - Barton, K.C. & Smith, L.A. (September 2000). Themes or motifs? Aiming for coherence through interdisciplinary outlines. The Reading Teacher, 54(1), 54 – 63.
  - Beane, J. (1997). Curriculum Integration. Teachers College Press: New York.
  - Bolak, K., Bialach, D., & Dunphy, M. (May 2005). Standards-based, thematic units integrate the arts and energize students and teachers. Middle School Journal, 31(2), 57 - 60.
  - Brophy, J. & Alleman, J. (October 1991). A caveat: Curriculum integration isn’t always a good idea. Educational Leadership, 49(2), 66.
  - Flowers, N., Mertens, S.B., & Mulhall, P.F. (November 1999). The impact of teaming: Five research-based outcomes. Middle School Journal, 36(5), 9 - 19.
  - Gatewood, T. (March 1998). How valid is integrated curriculum in today’s middle school? Middle School Journal, 29(4), 38 - 41.
  - Jackson, A.W. & Davis, G.A. (2000). Turning Points 2000: Educating adolescents in the 21st century. New York: Teachers College Press.
  - Jacobs, H.H. (1989). Interdisciplinary Curriculum: Design and Implementation. ASCD, Alexandria, Va.
  - Jacobs, H.H. (October 1991). Planning for curriculum integration. Educational Leadership, 49(2), 27 – 28.
  - Pumerantz, P. & Galano, R.W. (1972). Establishing interdisciplinary programs in the middle school. West Nyack, N.Y.: Parker Publishing Company, Inc.
  - Stevenson, C. (March 1998). Finding our priorities for middle level curriculum. Middle School Journal, 29(4), 55 - 57.
  - Vars, G.F. (October 1991). Integrated curriculum in historical perspective. Educational Leadership, 49(2), 14 – 15.
  - Wood, K. (1997). Interdisciplinary instruction: A practical guide for elementary and middle school teachers. Upper Saddle River, N.J.: Merrill.